# Lista de deputados estaduais de Mato Grosso do Sul da 12.ª legislatura
Esta é a lista de deputados estaduais de Mato Grosso do Sul eleitos para a 12.ª legislatura. São relacionados os parlamentares que assumiram o cargo em 1.º de fevereiro de 2023, o partido e coligação pelos quais foram eleitos e a quantidade de votos que receberam na última eleição. O mandato expirará em 31 de janeiro de 2027.

## Mesa diretora

### Primeira mesa
Na primeira metade do mandato, Gerson Claro foi eleito presidente.
| Cargo               | Nome          | Partido |
| ------------------- | ------------- | ------- |
| Presidente          | Gerson Claro  | PP      |
| 1.° Vice-presidente | Renato Câmara | MDB     |
| 2.º Vice-presidente | Zé Teixeira   | PSDB    |
| 3.º Vice-presidente | Mara Caseiro  | PSDB    |
| 1.° Secretário      | Paulo Corrêa  | PSDB    |
| 2.° Secretário      | Pedro Kemp    | PT      |
| 3.° Secretário      | Lucas de Lima | PDT     |

### Deputados estaduais eleitos
Os deputados estaduais eleitos para representar as 24 cadeiras da Assembléia Legislativa de Mato Grosso do Sul. O ícone  e os nomes destacados em verde indicam os que foram reeleitos.
| Deputados estaduais eleitos   | Partido      | Votação | Percentual | Cidade onde nasceu  | Unidade federativa |
| ----------------------------- | ------------ | ------- | ---------- | ------------------- | ------------------ |
| Mara Caseiro                  | PSDB         | 49.512  | 3,48%      | Umuarama            | Paraná             |
| Paulo Corrêa                  | PSDB         | 49.184  | 3,45%      | Campo Grande        | Mato Grosso do Sul |
| Zeca do PT                    | PT           | 47.193  | 3,31%      | Porto Murtinho      | Mato Grosso do Sul |
| Jamilson Name                 | PSDB         | 43.435  | 3,05%      | Sidrolândia         | Mato Grosso do Sul |
| Zé Teixeira                   | PSDB         | 39.329  | 2,76%      | Guanambi            | Bahia              |
| Lídio Lopes                   | Patriota     | 32.412  | 2,28%      | Iguatemi            | Mato Grosso do Sul |
| Caravina                      | PSDB         | 31.952  | 2,24%      | Presidente Prudente | São Paulo          |
| Coronel David                 | PL           | 31.480  | 2,21%      | Campo Grande        | Mato Grosso do Sul |
| Pedro Kemp                    | PT           | 27.969  | 1,96%      | Presidente Prudente | São Paulo          |
| Lucas de Lima do Amor Sem Fim | PDT          | 26.575  | 1,87%      | Alto Alegre         | São Paulo          |
| Junior Mochi                  | MDB          | 26.108  | 1,83%      | Itápolis            | São Paulo          |
| João Henrique Catan           | PL           | 25.914  | 1,82%      | Campo Grande        | Mato Grosso do Sul |
| Gerson Claro                  | PP           | 25.839  | 1,81%      | Itaporã             | Mato Grosso do Sul |
| Londres Machado               | PP           | 25.691  | 1,80%      | Rio Brilhante       | Mato Grosso do Sul |
| Antônio Vaz                   | Republicanos | 19.395  | 1,36%      | Sorocaba            | São Paulo          |
| Rafael Tavares                | PRTB         | 18.224  | 1,28%      | Campo Grande        | Mato Grosso do Sul |
| Renato Câmara                 | MDB          | 17.756  | 1,25%      | Ivinhema            | Mato Grosso do Sul |
| Amarildo Cruz                 | PT           | 17.249  | 1,21%      | Presidente Epitácio | São Paulo          |
| Neno Razuk                    | PL           | 17.023  | 1,20%      | Campo Grande        | Mato Grosso do Sul |
| Marcio Fernandes              | MDB          | 16.111  | 1,13%      | Umuarama            | Paraná             |
| Pedrossian Neto               | PSD          | 15.994  | 1,12%      | Campo Grande        | Mato Grosso do Sul |
| Lia Nogueira                  | PSDB         | 15.155  | 1,06%      | Dourados            | Mato Grosso do Sul |
| Roberto Hashioka              | UNIÃO        | 13.662  | 0,96%      | Tupã                | São Paulo          |
| Professor Rinaldo Modesto     | PODE         | 12.800  | 0,90%      | Glória de Dourados  | Mato Grosso do Sul |